# Orfelia attenuata
Orfelia attenuata är en tvåvingeart som beskrevs av Zaitzev och Menzel 1996. Orfelia attenuata ingår i släktet Orfelia och familjen platthornsmyggor. Inga underarter finns listade i Catalogue of Life.